# Condado de Stillwater
O Condado de Stillwater é um dos 56 condados do estado norte-americano de Montana. A sede de condado é Columbus, que é também a sua maior cidade. O condado tem uma área de 4675 km² (dos quais 26 km² estão cobertos por água), uma população de 8195 habitantes, e uma densidade populacional de 1,9 hab/km² (segundo o censo nacional de 2000). O condado foi fundado em 1913 e o seu nome provém do rio Stillwater, ironicamente de forte corrente.